# Josef Jindra (fotbalista)
Josef Jindra (* 18. dubna 1971) je bývalý český fotbalista, záložník.

## Fotbalová kariéra
V české lize hrál za FK Švarc Benešov a Bohemians Praha. Nastoupil ve 25 ligových utkáních.

## Ligová bilance
| Ročník                          | Zápasy | Góly | Klub             |
| ------------------------------- | ------ | ---- | ---------------- |
| 1. česká fotbalová liga 1994/95 | 24     | 0    | FK Švarc Benešov |
| 1. česká fotbalová liga 1996/97 | 1      | 0    | Bohemians Praha  |
| CELKEM                          | 25     | 0    |                  |